# Robert Stanek
Robert Stanek (ur. 30 października 1968) to były polski piłkarz występujący na pozycji bramkarza. W Ekstraklasie rozegrał w sumie 22 spotkania - 21 w barwach Zagłębia Sosnowiec i 1 barwach Pogoni Szczecin. Oprócz tego reprezentował także barwy takich klubów jak Śląsk Wrocław, Stilon Gorzów Wielkopolski, Hutnik Kraków, Pogoń Staszów, Sarmacja Będzin, Milenium Wojkowice, Źródło Kromołów i Błyskawica Preczów.